# Roseanne Barr
Pour les articles homonymes, voir Barr.
Roseanne Barr est une actrice, humoriste, productrice, scénariste et réalisatrice américaine née le 3 novembre 1952 à Salt Lake City.
Elle est notamment connue pour son rôle dans la série télévisée Roseanne, diffusée sur le réseau ABC de 1988 à 1997, puis durant la saison 2017-2018.

## Biographie

### Carrière
Issue d'une famille de réfugiés juifs, Roseanne Barr est une humoriste et une personnalité connue aux États-Unis. Elle devient célèbre au milieu des années 1980 avec son spectacle solo, qui fut bien reçu de la critique pour sa représentation franche de la ménagère américaine. C'est pendant cette période qu'elle invente l'expression « déesse domestique », faisant référence à la femme au foyer. De là débouche sa propre série télévisée de comédie de situations, intitulée Roseanne sur le réseau ABC. La série dure de 1988 à 1997, avec aussi en vedette Laurie Metcalf et John Goodman.
En 1994, un film TV sur sa vie, Roseanne An Unauthorized Biography, est réalisé par Paul Schneider et diffusé sur une chaîne américaine le 11 octobre 1994 (inédit en France). Denny Dillon y joue le rôle de Roseanne, et David Graf celui de Tom Arnold. Également au générique Danielle Harris qui a joué deux fois aux côtés de Roseanne dans sa sitcom le rôle de Molly Tilden dans 7 épisodes de la saison 5, et en 1993 toujours aux côtés de Roseanne et Tom Arnold dans le téléfilm The Woman Who Loved Elvis, réalisé par Bill Bixby.
Après le dernier épisode de sa sitcom en 1997, l'actrice anime sa première émission d'infodivertissement, The Roseanne Show, qu'elle continue jusqu'en 2000, année où le réseau met fin à l'émission. Peu après, elle se relance dans le monologue comique. Durant l'été 2003, elle crée sa propre émission de cuisine, La déesse domestique, et joue le rôle-vedette dans sa propre émission de téléréalité, The Real Roseanne Show. 

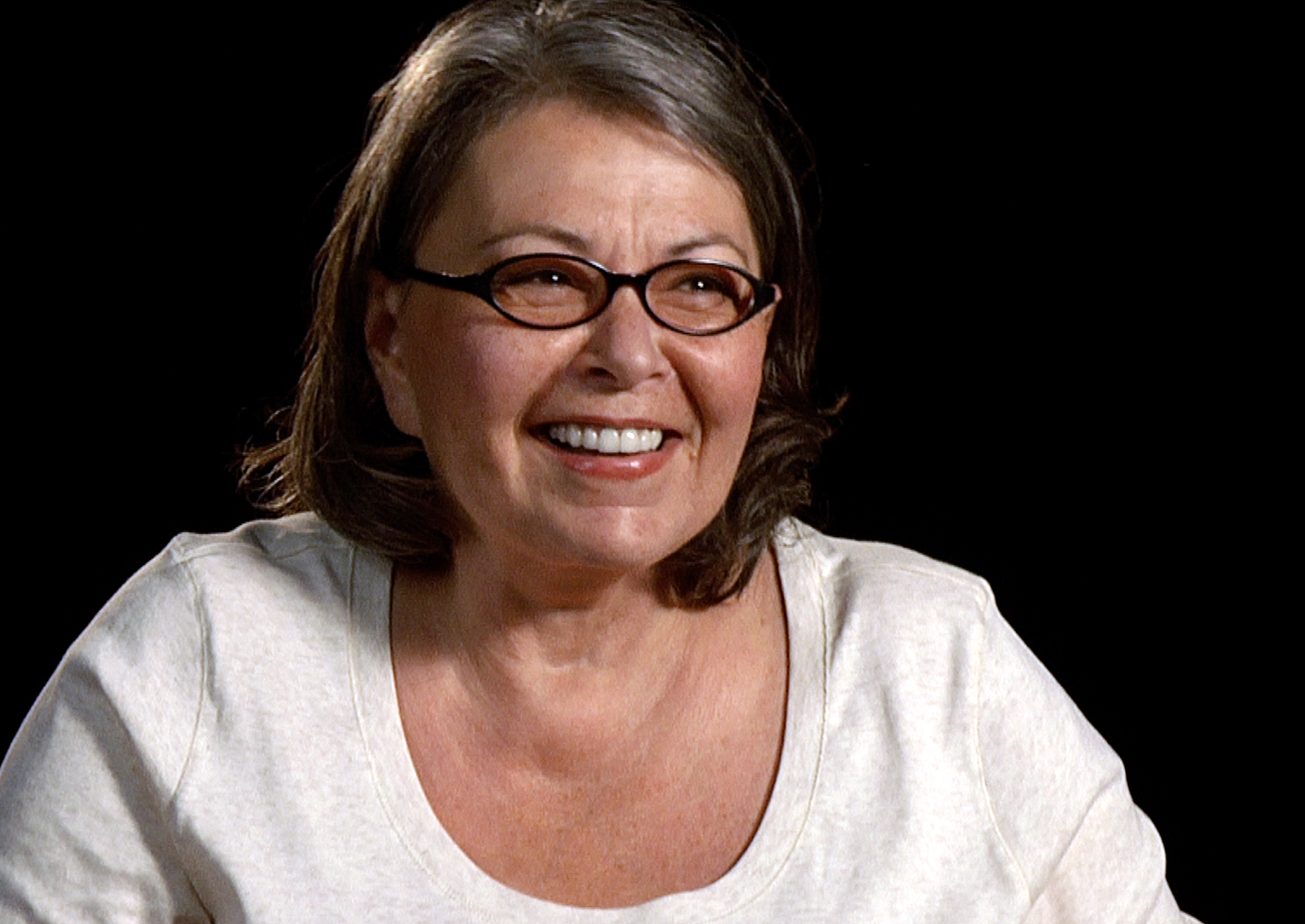
Roseanne Barr en 2010.

En 2012, soit quinze ans après la fin de Roseanne, John Goodman et Roseanne Barr se retrouvent à nouveau ensemble au générique d’un téléfilm comique, cette fois-ci sur NBC. L'actrice y joue le rôle de Rose, une propriétaire d'un parc de mobile home. John Goodman y joue Buzz, un résident de la communauté, homme à tout faire et ami de Rose.

### Retour et arrêt deRoseanne
En mars 2018, la chaîne ABC relance la diffusion de la série Roseanne avec une nouvelle saison (la dixième), 21 ans après le dernier épisode de la neuvième saison. Les critiques saluent globalement cette nouvelle saison qui illustre les fortes tensions internes de la société américaine de l'ère Trump. Le personnage de Roseanne est ouvertement pro-Trump alors que Jackie, sa sœur cadette dans la série, est pro-Clinton. La saison se termine le 22 mai 2018. Roseanne a été la série la plus regardée sur les grandes chaînes américaines pendant la saison 2017-18, avec 22 millions de téléspectateurs.

| Roseanne Barr    | Twitter |
| @therealroseanne |         |

            Réponse à @MARS0411 @385parkplace @SGTreport
        

             muslim brotherhood & planet of the apes had a baby=vj
         

        29 May 2018

La série est reconduite pour une onzième saison, avant d'être annulée, fin mai 2018, à la suite d'un tweet perçu comme raciste publié par l'actrice dans la nuit du 28 au 29 mai, dans lequel Roseanne Barr déclare, à propos de Valerie Jarrett, à moitié afro-américaine et ancienne conseillère de Barack Obama, qu'elle est « l'enfant des Frères musulmans et de La Planète des singes »,. Quelques heures plus tard, elle supprime ce tweet et s'excuse, mais cela ne suffit à éteindre la polémique liée à son message initial.
Le 29 mai, Wanda Sykes, l'une des productrices de la série, annonce son départ. Deux heures plus tard, ABC annule la 11e saison de la série. La présidente du divertissement d'ABC, Channing Dungey, réagissant aux propos de Barr, parle d'une déclaration « odieuse » et « répugnante », « incompatible » avec les valeurs de la chaîne. Le PDG de Disney, Robert Iger, soutient la décision de sa filiale ABC, disant qu'il « n'y avait qu'une seule chose à faire, et c'était celle-là ». De son côté, l'actrice affirme qu'elle ignorait que Jarret était afro-américaine, la croyant juive, et déclare que son tweet avait une dimension politique sans commentaire sur son physique ; selon elle, la référence à La Planète des Singes visait à évoquer l'émancipation par rapport à un ordre établi, à l'image des singes dans le film.
Par la suite, l'agence artistique ICM Partners (en) annonce cesser de représenter Roseanne Barr, jusqu'ici une de ses clientes.

## Engagement politique et idéologique
Début 2012, Roseanne Barr annonce sa candidature pour l'investiture du Parti vert des États-Unis à l'élection présidentielle. Elle perd la nomination face à Jill Stein. Elle cherche alors l'investiture du Parti paix et liberté, qu'elle remporte le 4 août 2012.
L'actrice est connue pour ses opinions conservatrices. En 2016, elle se prononce en faveur de Donald Trump,. Après la diffusion du premier épisode de la dixième saison de Roseanne, le président des États-Unis l'avait d’ailleurs lui-même appelée pour la féliciter de ses bonnes audiences. 
Elle est aussi connue pour avoir véhiculé des idées conspirationnistes, notamment via son compte Twitter, qui est également pour l'actrice l’occasion d’afficher ses positions anti-avortement, anti-immigration, anti-démocrates et pro-israéliennes. Elle a notamment relayé la thèse conspirationniste du Pizzagate, qui accusait la candidate démocrate Hillary Clinton d'avoir organisé un trafic d'enfants dans les sous-sols d'une pizzeria de Washington.

## Filmographie

### Actrice
- 1987 : The Roseanne Barr Show (TV)
- 1987 : On Location (TV)
- 1988 : Roseanne (série télévisée) : Roseanne Conner (1988-1997)
- 1989 : She-Devil, la diable (She-Devil) : Ruth Patchett
- 1990 : Little Rosie (série télévisée) : Little Rosie (voix)
- 1990 : Allô maman, c'est encore moi (Look Who's Talking Too) : Julie (voix)
- 1991 : La Fin de Freddy : L'Ultime Cauchemar (Freddy's Dead: The Final Nightmare) : Childless Woman
- 1991 : Les Mamas en délire (Backfield in Motion) (TV) : Nancy Seavers
- 1992 : Rosey and Buddy Show (série télévisée) : Rosey (voix)
- 1993 : The Woman Who Loved Elvis (TV) : Joyce Jackson
- 1993 : Even Cowgirls get the Blues : Madame Zoe
- 1993 : Hôpital central (série télévisée) : Jennifer Smith n° 2 (1994)
- 1995 : Brooklyn Boogie : Dot
- 1997 : Troisième planète après le Soleil (série télévisée) : Janet
- 1997 : Une nounou d'enfer (série télévisée) : cousine Sheila
- 2003 : Muchas Garcias "The Brothers Garcia" (série télévisée) : pilote de l'avion
- 2003 : Futurama (épisode La Cagnotte de la soie) : elle-même (voix)
- 2004 : La ferme se rebelle (Home on the Range) de Will Finn et John Sanford : Maggie (voix)
- 2006 : Earl (My name is Earl) - Saison 2, épisode 6 : Millie Banks
- 2012 : Downwardly Mobile : Rose Davis

### Productrice
- 1988 : Roseanne (série télévisée)
- 1990 : Little Rosie (série télévisée)
- 1992 : The Jackie Thomas Show (série télévisée)
- 1993 : The Woman Who Loved Elvis (TV)
- 1994 : Tom (en) (série télévisée)
- 1996 : Saturday Night Special
- 1998 : The Roseanne Show (série télévisée)
- 2003 : The Real Roseanne Show (série télévisée)

### Scénariste
- 1992 : The Jackie Thomas Show (série télévisée)

### Réalisatrice
- 1995 : Roseanne (série télévisée)

## Discographie

### Albums
- 1990 : I Enjoy Being A Girl (Hollywood Records) CD/Cassette[16].

### Audio Book
- 2011 : Roseannearchy: Dispatches from the Nut Farm (intégrale) CD/téléchargement[17].

## Publications
- Roseanne : My Life as a Woman, Harper & Row, octobre 1989, 202 p. (ISBN 0-06-015957-X)
- My Lives, Ballantine Books, 9 février 1994 (ISBN 0-345-37815-6)
- Roseannearchy : Dispatches from the Nut Farm, Gallery Books, 4 janvier 2011 (ISBN 978-1-4391-5482-3 et 1-4391-5482-1)